# Orthodes infirma
Orthodes infirma är en fjärilsart som beskrevs av Achille Guenée 1852. Orthodes infirma ingår i släktet Orthodes och familjen nattflyn. Inga underarter finns listade i Catalogue of Life.